# Frederik Karel van Hessen

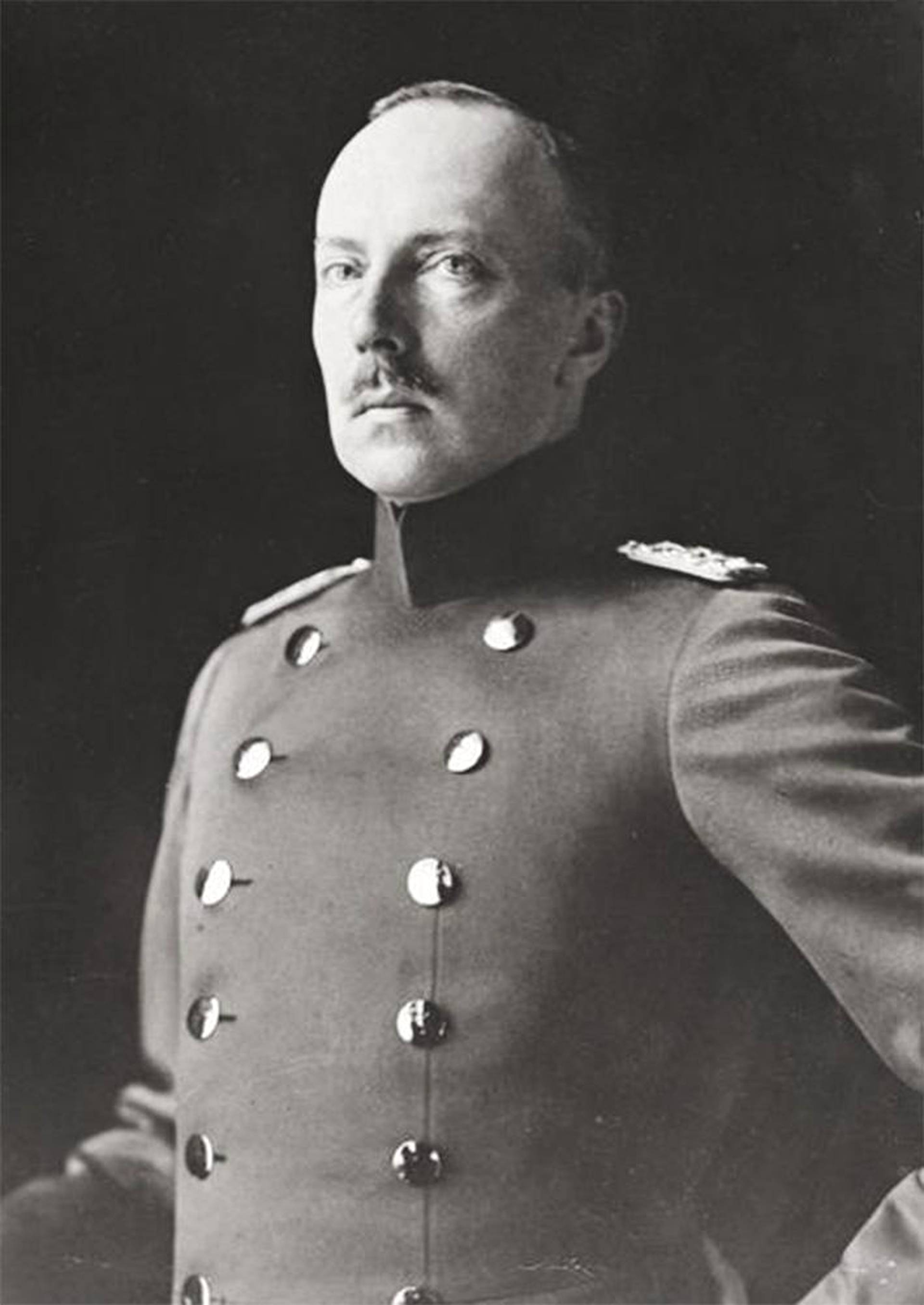
Frederik Karel van Hessen, ca. 1918

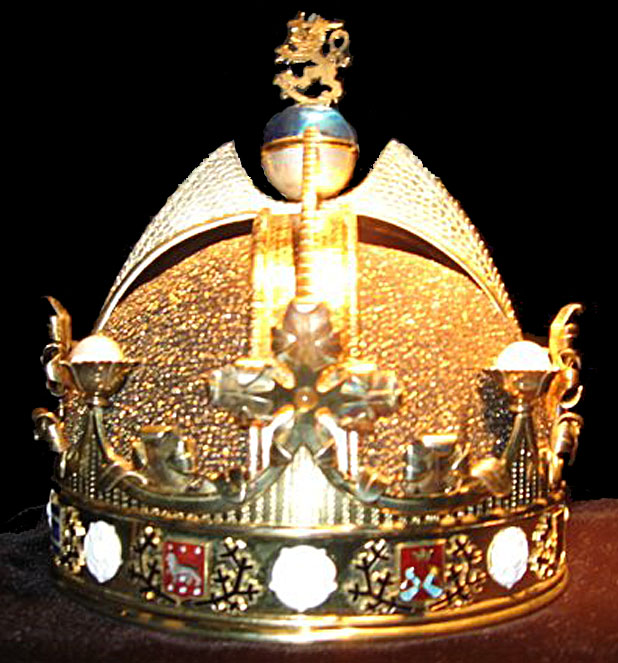
De kroon die speciaal ontworpen werd voor de kroning van Frederik Karel tot koning van Finland

Frederik Karel Lodewijk Constantijn van Hessen-Kassel, prins en landgraaf van Hessen (Landgoed Panker (Hessen),1 mei 1868 – Kassel, 28 mei 1940) was een zwager van keizer Wilhelm II van het Duitse Keizerrijk en in 1918 voor een periode van twee maanden officieel koning van Finland. 
Zijn ouders waren landgraaf Frederik van Hessen-Kassel en Anna van Pruisen. Hij was getrouwd met Margaretha Beatrix Feodora van Pruisen. 
In officiële Finse documenten wordt hij Frederik Karel (Fredrik Kaarle) genoemd, maar in zijn hoedanigheid van koning vernoemt men hem meestal met de naam Väinö I. De correctheid van deze naam wordt betwist, aangezien er geen aanwijzingen zijn dat men hem officieel zo wilde noemen.
Op 6 december 1917 verklaarde Finland, dat een groothertogdom onder de Russische tsaar was geweest, zich onafhankelijk van Rusland. De Sovjet-Unie erkende deze status op 4 januari 1918. In Finland ontstond nu een heftig debat over de kwestie of het land een monarchie of een republiek moest worden. Na de Finse Burgeroorlog verkoos het parlement - waarvan de sociaaldemocraten waren uitgesloten - op 9 oktober 1918 de Duitse prins Frederik Karel van Hessen-Kassel tot koning.
Finland had aanvankelijk nauwe banden met het Duitse Keizerrijk, dat tijdens de revolutie ook militair had ingegrepen. Deze relatie ontwikkelde zich in de richting van die van protectoraat en het verkiezen van de Duitse prins Frederik Karel werd als bevestiging van deze band gezien.
Het aannemen van een nieuwe grondwet was uitgesteld en de legitimiteit van de koninklijke verkiezing was gebaseerd op de Zweedse grondwet die koning Gustaaf III in 1772 had aangenomen toen Finland deel van Zweden was. De Russische tsaren regeerden ook op basis van deze wet als groothertogen over Finland.
Op 11 november 1918 kondigden de strijdende partijen van de Eerste Wereldoorlog een staakt-het-vuren af. Twee dagen eerder was keizer Wilhelm afgetreden en Duitsland tot republiek uitgeroepen. Dit verlies en het feit dat waarschijnlijk geen van de geallieerden een Duitser als koning van Finland zou accepteren leidde ertoe dat Frederik Karel op 14 december 1918 aftrad. Finland nam een republikeinse grondwet aan.
Voor de kroning is een kroon gemaakt; deze is te vinden in een museum in Kemi in Noord Finland.

## Huwelijk en kinderen
Frederik Karel was gehuwd met Margaretha Beatrix Feodora van Pruisen, de jongste dochter van Frederik III van Pruisen en van Victoria van Saksen-Coburg en Gotha. Het paar kreeg volgende kinderen:
- Frederik Willem (1893-1916, gesneuveld)
- Maximiliaan (1894-1914, gesneuveld)
- Filips (1896-1980), gehuwd met Mafalda (1902-1944), dochter van koning Victor Emanuel III van Italië
- Wolfgang (1896-1989), gehuwd met Marie Alexandra van Baden (1902-1944) en daarna met Ottilie Moeller (1903-1991)
- Christoffel (1901-1943, verongelukt), gehuwd met Sophia van Griekenland (1914-2001), dochter van prins Andreas van Griekenland
- Richard (1901-1964)